# Đorđe Vujadinović
Đorđe "Đokica" Vujadinović (serbi cirílic: Ђорђе Вујадиновић; 29 de novembre de 1909 - 5 d'octubre de 1990) fou un futbolista serbi, posteriorment entrenador.
La seva carrera transcorregué al BSK de Belgrad, on coincidí amb grans jugadors com Tirnanić, Valjarević, Krčevinac i Zloković. Fins al 1940 disputà al voltant de 400 partits amb el club i fou campió nacional cinc cops i dos màxim golejador. Fou l'únic jugador del BSK que guanyà els 5 campionats.
Jugà 44 partits amb la selecció iugoslava entre 1929 i 1940. Participà en la primera Copa del Món de 1930 on marcà un gol.
També fou entrenador, destacant al primer equip de l'OFK Belgrad.

## Palmarès
- Lliga iugoslava de futbol (5): 1930-31, 1932-33, 1934-35, 1935-36, 1938-39
- Màxim golejador de la lliga iugoslava de futbol (2): 1929, 1930-31